# Noblesse espagnole
 (janvier 2016).
Si vous disposez d'ouvrages ou d'articles de référence ou si vous connaissez des sites web de qualité traitant du thème abordé ici, merci de compléter l'article en donnant les références utiles à sa vérifiabilité et en les liant à la section « Notes et références ».
Il existe actuellement 2964 titres de noblesse en vigueur au royaume d'Espagne, qui sont entre les mains d'environ 2200 personnes. Parmi eux, près de 417 possèdent la grandesse d'Espagne (représentée par la Députation permanente et Conseil de la grandesse d'Espagne et des titres du royaume). Près de 199 titres (dont 36 duchés) sont concentrés entre les mains des dix maisons ducales les plus importantes (Albe, Alburquerque, Fernán Núñez, Infantado, Borbón, Medinaceli, Medina Sidonia, Osuna, Peñaranda de Duero et Villahermosa).

## Situation légale
Actuellement en Espagne, la possession d'un titre de noblesse ne suppose aucun privilège légal. Les titres sont une distinction à caractère honorifique et symbolique, associée au prédicat d'excellence (excelentísimo/a señor/a) pour ceux qui possèdent la dignité de grand d'Espagne et d’ilustrísimo/a señor/a pour les autres. Le dernier privilège, supprimé en 1984, était le droit au port d'un passeport diplomatique pour les grands d'Espagne. Les titres sans grandesse d'Espagne n'ont jamais joui de ce privilège.
Les titres de noblesse furent légalement abolis durant la Seconde République via l'article 25 de la Constitution de 1931, puis restaurés en 1947 avec la promulgation de la Loi de succession du chef de l'État, par laquelle le général Franco, s'arrogeait, en tant que régent d'Espagne, le droit de reconnaître et de créer des titres.
Aujourd'hui, les titres de noblesse sont régis par l'article 62.f de la Constitution Espagnole de 1978, qui prévoit la capacité du roi à accorder des honneurs et distinctions conformément aux lois.
Par convention, les consorts légaux de ceux qui portent un titre, ainsi que les conjoints veufs, tant qu'ils le demeurent, jouissent du même prédicat et honneurs que leurs conjoints. Cela inclut le droit pour un homme de porter le titre de son épouse, en vertu du jure uxoris, mais également pour un conjoint de même sexe,.
La législation espagnole reconnaît les titres de noblesse et protège ses détenteurs légaux face aux tiers. Les titres espagnols ne peuvent être ni achetés ni vendus, et leur succession est strictement réservée aux parents consanguins de meilleur droit du premier détenteur du titre. Les successions sont analysées par le ministère de Justice et l'usage indu de titres nobiliaires est poursuivi. La succession d'un titre auprès du ministère de la Justice suppose également le paiement d'un impôt spécifique. Les successions ne sont pas automatiques ni immédiates mais doivent suivre une procédure administrative précise où le successeur demande formellement au roi, au travers du ministère de la Justice, la succession du titre, et qui aboutit en la délivrance de la lettre royale de succession qui autorise le nouveau titulaire à le porter.
Une personne qui se considérerait comme de meilleur droit à un titre de noblesse peut introduire une demande auprès d'un tribunal de première instance pour demander la révocation de la lettre royale de succession en faveur de la personne de moins bon droit. Cette demande aboutira si le demandeur réussit à prouver un degré de parenté plus proche ou une meilleure position dans l'ordre de succession ordinaire du titre de noblesse. C'est pour cela que toutes les lettres royales de succession sont expédiées « sans préjudice d’un tiers de meilleur droit », ce qui veut dire qu'elles peuvent être révoquées en justice si une personne peut prouver un meilleur droit nobiliaire au titre.

## Concession
Les titres nobiliaires sont attribués par le roi, qui en sanctionne également chacune des successions.
Jusqu'à son abdication en 2014, le roi Juan Carlos Ier a attribué 55 titres de noblesse à des personnalités de la vie politique, culturelle et économique de l'Espagne, parmi eux le duché de Suárez à l'ancien président du gouvernement, Adolfo Suárez, le marquisat d'Iria Flavia au prix Nobel de Littérature Camilo José Cela, le marquisat de Vargas Llosa au prix nobel de Littérature de 2010 Mario Vargas Llosa, ou le marquisat de Del Bosque à l'entraîneur de la sélection nationale de football espagnole Vicente del Bosque González.
Le roi Juan Carlos a aussi attribué des titres à ses filles, les infantes Elena et Cristina, à la première le duché de Lugo et à la deuxième celui de Palma de Majorque. Cependant, ces derniers sont des titres de la maison royale, accordés à caractère viager et reviennent à la couronne au décès du titulaire. Dans le cas du titre de duchesse de Palma de Majorque, la reversion est arrivée avant le décès de son titulaire par ordre du roi Felipe VI, qui, par décret royal, a révoqué l'attribution à sa sœur.

## Normes applicables
L'existence, la succession et la réhabilitation des titres est régulée par les normes suivantes en vigueur:
- Décret royal du 27 mai 1912 concernant la succession et la réhabilitation de titres nobiliaires ;
- Ordre royal du 29 mai de 1915 concernant la caducité des titres
- Décret royal du 8 juillet 1922 concernant la réhabilitation de grandesses et titres ;
- Ordre royal du 21 octobre 1922 portant application des dispositions du Royal Décret du 8 juillet 1922 ;

- Ordre royal du 26 octobre 1922 concernant les successeurs de titres étrangers ;
- Décret royal du 13 novembre 1922 concernant le contentieux de la possession ou du meilleur droit sur les titres et grandesses ;
- Loi du 4 mai 1948 qui rétablit la législation antérieure ;
- Décret du 4 juin 1948 portant application de la loi du 4 mai 1958 ;
- Décret royal 222/1988 du 11 mars 1988 portant modification des Décrets Royaux du 27 mai 1912 et du 8 juillet 1922, en matière de réhabilitation de titres nobiliaires.

Historiquement, il existait une préférence masculine concernant la succession, tel comme établissait le Code des Siete Partidas d'Alphonse X le Sage au XIIIe siècle. Cependant, le Congrès des députés approuva le 18 octobre 2005, l'examen d'une loi qui supprimerait cette préférence concernant les titres nobiliaires (n'affecte pas la Couronne). Les titres sont aujourd'hui hérités par l'aîné, indépendamment de son sexe, selon la Loi 33/2006, du 30 octobre.
Les titres nobiliaires en Espagne peuvent provenir de différentes régions historiques, et peuvent être appelés, par exemple « titres de Castille », « titres d'Aragon », « titres du Portugal », « titres de Milan », etc.

## La grandesse d'Espagne
- La dignité de grand d'Espagne est l'échelon le plus haut de la noblesse espagnole, immédiatement inférieure à celle des infants, les fils du souverain. Les fils des infants d'Espagne bénéficient des honneurs de Grands d'Espagne. La dignité de Grand d'Espagne a été créée par Charles Quint en 1520, qui, lors des cérémonies de son couronnement comme empereur romain germanique, établit une distinction parmi les nobles espagnols entre les Titulos (les détenteurs d'un titre de noblesse) et les Grandes, successeurs des rico-hombres de l'époque de la Reconquista.
- Ces Grands bénéficient de privilèges dont les plus importants sont ceux de rester couvert en présence du Roi, qui les appelle primo ou cousin. Ils se considèrent tous comme égaux et timbrent leurs armes de la couronne ducale. Les Grands d'Espagne, leurs consorts et leurs successeurs immédiats ont le droit au traitement d'Excellence, et le roi s'adresse à eux en les appelant « cousin » (Primo).
- En 1520, vingt-cinq nobles reçurent la « grandesse », leurs familles formèrent plus tard le groupe des Grands de première classe ; cette dignité pouvait être associée à un titre de duc, de marquis ou de comte ou bien rester personnelle sans aucun titre. Le nombre de grands d'Espagne augmenta de manière importante sous la monarchie espagnole, qui récompensait par là ses serviteurs les plus importants. On peut citer l'exemple des Français faits Grands d'Espagne par le roi Philippe V d'Espagne, petit-fils de Louis XIV, dont Saint-Simon ou Paul de Beauvilliers, duc de Saint-Aignan, son gouverneur (titre passé à son petit-neveu Charles Paul François de Beauvilliers en 1765). Plusieurs membres des familles princières belges de Croÿ, de Merode et de Ligne ont aussi été faits Grands d'Espagne.
- À partir du XIXe siècle, tous les ducs reçurent le titre de Grand d'Espagne.
- De nos jours, le nombre de Grands d'Espagne s'élève à près de 400.
- Parmi les Grands d'Espagne les plus anciens, figurent le duc de Medinaceli, le duc d'Albe, le duc del Infantado, le duc d'Osuna, le duc d'Alburquerque, le duc de Segorbe, le duc de Medina Sidonia, le duc de Najera, le duc d'Escalona-Marquis de Villena, le duc de Frias, le marquis d'Aguilar de Campoo, le marquis d'Astorga, le marquis de Priego, le comte-duc de Benavente, le comte de Cabra ou le comte de Lemos.

## Représentations héraldiques des titres royaux et nobiliaires d'Espagne

Couronne de roi d'Espagne
Couronne de prince des Asturies
Couronne d'infant d'Espagne
Couronne de grand d'Espagne
Couronne de duc
Couronne de marquis
Couronne de comte
Couronne de vicomte
Couronne de baron
Couronne de seigneur
Couronne d'hidalgo

## Titres accordés par les souverains depuis leXVIesiècle
Ces titres n'avaient pas d'assise féodale.
- Grands d'Espagne.

- Ducs (Duque).

- Marquis (Marques).

- Comtes (Condes).

- Vicomtes (Vizcondes).

- Barons (Barones).

## Titres accordés par les souverains aux anciennes juridictions féodales
- Barons dans les royaumes d'Aragon et Valence (en espagnol Barones en los reinos de Aragón y Valencia (e.g. Barón de Polop).

- Seigneurs dans les royaumes de Castile et Leon (en espagnol Señores en los Reinos de Castilla y León)

## Titres royaux en Espagne
Les dignités suivantes, associées à la Couronne, ne peuvent pas être considérées comme des «titres nobiliaires»:
- Roi ou reine d'Espagne: il est le titulaire de la Couronne d'Espagne.
- Prince des Asturies ou princesse des Asturies: il est l'héritier de la Couronne d'Espagne.
- Infant d'Espagne: tous les enfants du roi qui ne sont pas prince des Asturies et les enfants de ce dernier ont la dignité d'infant. En plus, le roi a la faculté d'accorder cette dignité à d'autres personnes, comme l'a fait Juan Carlos Ier avec Charles de Bourbon-Deux Siciles.

## Titres de noblesse en Espagne

### Titres de la maison royale
Les titres de la maison royale sont un type spécial de titres nobiliaires qui ne sont pas régis par les mêmes normes que les autres. Il s'agit de titres gracieux, accordés par le roi à des membres de sa Famille à caractère viager. Actuellement, deux personnes sont autorisées à utiliser un titre de la Maison Royale:
- Margarita de Borbón, duchesse de Soria.
- Elena de Borbón, duchesse de Lugo.

### Duchés
En 2009, il existait 153 duchés en possession d'environ 100 familles, tous les ducs sont grands d'Espagne.

### Marquisats
En 2009, il existait 1 370 marquisats, desquels 141 sont grands d'Espagne, dignité qui les égalent aux ducs.

### Comtés
En 2009, il existait 946 comtés, 106 desquels sont grands d'Espagne.

### Vicomtés
En 2009, il existait 140 vicomtés, 2 desquels avec grandesse d'Espagne.

### Baronnies
En 2009, il existait 169 baronnies, 2 desquelles avec grandesse d'Espagne.

### Seigneuries
Il subsiste 7 seigneuries: la Seigneurie du Solar de Tejada, la Seigneurie d'Alconchel, la Seigneurie de la Casa de Lazcano (avec grandesse d'Espagne), la Seigneurie de la Casa de Rubianes (avec grandesse d'Espagne), la Seigneurie de la Higuera de Vargas (avec grandesse d'Espagne), la Seigneurie de Meirás (avec grandesse d'Espagne) et la Seigneurie de Sonseca. Les autres seigneuries féodales qui auraient pu devenir des titres nobiliaires n'ont pas été réhabilitées.

### Titres étrangers
Il y a aussi près 40 titres étrangers autorisés par le ministère de justice, la majeure partie étant des titres pontificaux.